# Луїза Амелія Баденська
Луїза Амелія Стефанія Баденська (нім. Luise Amelie Stephanie von Baden), (5 червня 1811—19 липня 1854) — баденська принцеса, дочка великого герцога Баденського Карла Людвіга та Стефанії де Богарне, дружина кронпринца Швеції Густава.

## Походження
Луїза Амелія народилася 5 червня 1811 року. Вона була первістком в родині великого герцога Бадену Карла Людвіга Фрідріха та його дружини Стефанії де Богарне. Її батько 1805 року був вже майже одружений із Августою Баварською, коли Наполеон вирішив оженити на ній свого пасинка Ежена де Богарне. Карлу Людвігу він запропонував натомість як наречену троюрідну сестру Ежена — Стефанію. Їхнє весілля відбулося у квітні 1806.
Луїза Амелія народилася після чотирьох років шлюбу Карла та Стефанії. За шість днів по її народженні Карл Людвіг став великим герцогом Баденським. Через п'ятнадцять місяців в неї з'явився молодший брат. За офіційною версією, він помер невдовзі після народження. Деякі криміналісти та народні чутки свідчать, що він згодом став відомий як Каспар Хаузер.
За сім років у Луїзи Амелії з'явилися дві молодші сестри Жозефіна та Марія, а також ще один брат, якого нарекли Александром. Будучи абсолютно здоровим хлопчиком, він також загадково помер через рік після народження.

## Шлюбне життя
9 листопада 1830 року 19-річна Луїза Амелія була пошлюблена із своїм кузеном Густавом, якому того дня виповнювався 31 рік. Він був сином поваленого короля Густава IV Адольфа. Ріксдаг Швеції у 1809 році позбавив прав на престол всіх його нащадків, тож Густав носив титул принца Ваза. Хоча деким він досі розглядається як справжній спадкоємець трону і називається кронпринцем.
```
Подружжя жило у палаці 
Шенбрунн
 у 
Відні
.
```

У Луїзи та Густава народилося двоє дітей. Єдиний син помер невдовзі після народження. Шлюб був укладений з політичних мотивів і виявився нещасливим. 1844 року було оголошене розлучення.
Луїза Амелія померла 19 липня 1854 року у Карлсруе, через рік після одруження доньки з принцом Альбертом Саксонським.

## Родина

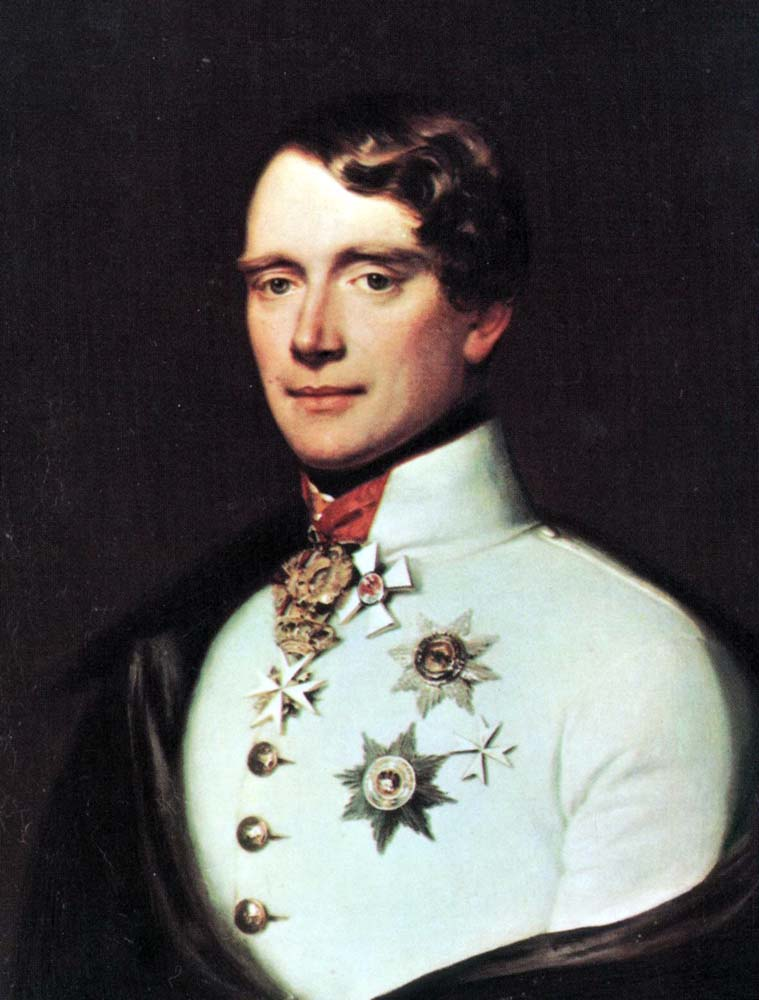
Принц Густав

Чоловік — Густав, кронпринц Швеції
Діти:
- Людвіг (3—17 лютого 1832) — принц Ваза, вмер немовлям.
- Карола (1833—1907) — принцеса Ваза, одружена з королем Саксонії Альбертом, дітей не мала.